# FA Cup 2020-21
La FA Cup 2020-21 (también conocida como Football Association Challenge Cup) fue la 140.ª edición del torneo de fútbol más antiguo del mundo. Está patrocinado por Emirates y se conoce como The Emirates FA Cup para fines de patrocinio. El ganador se clasificó a la fase de grupos de la Liga Europa de la UEFA 2021-22.
El Leicester City se consagró campeón por primera vez en su historia tras derrotar en la final al Chelsea por 1 a 0.

## Retraso y programación
Como resultado de la Pandemia de COVID-19 en el Reino Unido, la competencia de la temporada anterior se retrasó, y la final se jugó aproximadamente tres meses después, el 1 de agosto de 2020. En un año normal, la FA Cup comenzaría en agosto, pero dado que la temporada anterior terminó tarde, el inicio de la FA Cup 2020-21 también se retrasará hasta el 1 de septiembre de 2020.
Contrariamente a la especulación inicial de que la FA Cup 2020-21 se reduciría en tamaño, el 25 de julio de 2020, la FA confirmó que los equipos de ligas inferiores podrían competir en el torneo, con 737 equipos aceptados — de 889 participantes —, en realidad lo que representa un aumento de dos equipos en comparación con la temporada anterior.
Todos los equipos elegibles en el quinto nivel del Sistema Nacional de Ligas — y superior — fueron aceptados en la competencia, y los lugares restantes se entregaron a los clubes del sexto nivel. En temporadas anteriores, los clubes del sexto nivel tuvieron acceso a la Ronda Extra Preliminar en función de su posición en la liga, pero debido a la cancelación de estas ligas en 2019-20, los lugares para estos equipos se asignaron mediante un sorteo aleatorio.

### Fechas de ronda y sorteo
Las fechas planificadas para las primeras rondas de clasificación se dieron a conocer a los clubes del Sistema Nacional de Ligas a fines de julio, y fueron confirmadas por la FA el 3 de agosto de 2020. Los "Replays" fueron eliminados de todas las rondas. Algunas rondas de clasificación están programadas para los martes en lugar del habitual sábado.
| Fase                    | Ronda                          | Fecha del sorteo         | N.º de partidos | Fecha del primer partido | Ligas de nuevos participantes                                                                        | Ref.  |
| ----------------------- | ------------------------------ | ------------------------ | --------------- | ------------------------ | --- | ----- |
| Rondas de clasificación | Ronda Extra Preliminar         | 18 de agosto de 2020     | 185             | 31 de agosto de 2020     | Niveles 9 y 10 del Sistema de ligas de fútbol de Inglaterra                                          | [ 8 ] |
| Rondas de clasificación | Ronda Preliminar               | 18 de agosto de 2020     | 160             | 12 de septiembre de 2020 | Nivel 8 del Sistema de ligas de fútbol de Inglaterra                                                 | [ 8 ] |
| Rondas de clasificación | Primera Ronda de Clasificación | 14 de septiembre de 2020 | 116             | 22 de septiembre de 2020 | Nivel 7 del Sistema de ligas de fútbol de Inglaterra                                                 | [ 8 ] |
| Rondas de clasificación | Segunda Ronda de Clasificación | 25 de septiembre de 2020 | 80              | 3 de octubre de 2020     | Nivel 6 del Sistema de ligas de fútbol de Inglaterra (National League North y National League South) | [ 8 ] |
| Rondas de clasificación | Tercera Ronda de Clasificación | 5 de octubre de 2020     | 40              | 13 de octubre de 2020    | Ninguno                                                                                              | [ 8 ] |
| Rondas de clasificación | Cuarta Ronda de Clasificación  | 15 de octubre de 2020    | 32              | 24 de octubre de 2020    | Nivel 5 del Sistema de ligas de fútbol de Inglaterra (National League)                               | [ 8 ] |
| Torneo principal        | Primera Ronda                  | 26 de octubre de 2020    | 40              | 6 de noviembre de 2020   | EFL League One y EFL League Two                                                                      | [ 8 ] |
| Torneo principal        | Segunda Ronda                  | 9 de noviembre de 2020   | 20              | 28 de noviembre de 2020  | Ninguno                                                                                              | [ 8 ] |
| Torneo principal        | Tercera ronda                  |                          | 32              | 9 de enero de 2021       | Premier League y EFL Championship                                                                    | [ 8 ] |
| Torneo principal        | Cuarta Ronda                   |                          | 16              | 23 de enero de 2021      | Ninguno                                                                                              | [ 8 ] |
| Torneo principal        | Quinta Ronda                   |                          | 8               | 10 de febrero de 2021    | Ninguno                                                                                              | [ 8 ] |
| Torneo principal        | Cuartos de final               |                          | 4               | 20 de marzo de 2021      | Ninguno                                                                                              | [ 8 ] |
| Torneo principal        | Semifinal                      |                          | 2               | 17 de abril de 2021      | Ninguno                                                                                              | [ 8 ] |
| Torneo principal        | Final                          |                          | 1               | 15 de mayo de 2021       | Ninguno                                                                                              | [ 8 ] |

## Cambios en las reglas
Para encajar en un calendario truncado para la temporada 2020-21, los "Replays" se eliminaron de la competencia. El fondo de premios se ha reducido y las cifras vuelven a las utilizadas por última vez en la FA Cup 2017-18.

### Fondo de premios[9]
| Ronda                          | Destino    | Número de clubes a recibir fondos | Fondo de premios por club |
| ------------------------------ | ---------- | --------------------------------- | ------------------------- |
| Ronda Extra Preliminar         | Ganadores  | 184                               | £1,125                    |
| Ronda Extra Preliminar         | Perdedor   | 184                               | £375                      |
| Ronda Preliminar               | Ganadores  | 160                               | £1,444                    |
| Ronda Preliminar               | Perdedor   | 160                               | £481                      |
| Primera Ronda de Clasificación | Ganadores  | 117                               | £2,250                    |
| Primera Ronda de Clasificación | Perdedor   | 117                               | £750                      |
| Segunda Ronda de Clasificación | Ganadores  | 80                                | £3,375                    |
| Segunda Ronda de Clasificación | Perdedor   | 80                                | £1,125                    |
| Tercera Ronda de Clasificación | Ganadores  | 40                                | £5,625                    |
| Tercera Ronda de Clasificación | Perdedor   | 40                                | £1,875                    |
| Cuarta Ronda de Clasificación  | Ganadores  | 32                                | £9,375                    |
| Cuarta Ronda de Clasificación  | Perdedor   | 32                                | £3,125                    |
| Primera Ronda                  | Ganadores  | 40                                | £22,629                   |
| Segunda Ronda                  | Ganadores  | 20                                | £34,000                   |
| Tercera Ronda                  | Ganadores  | 32                                | £82,000                   |
| Cuarta Ronda                   | Ganadores  | 16                                | £90,000                   |
| Quinta Ronda                   | Ganadores  | 8                                 | £180,000                  |
| Cuartos de final               | Ganadores  | 4                                 | £360,000                  |
| Semifinal                      | Perdedor   | 2                                 | £450,000                  |
| Semifinal                      | Ganadores  | 2                                 | £900,000                  |
| Final                          | Subcampeón | 1                                 | £900,000                  |
| Final                          | Ganador    | 1                                 | £1,800,000                |
| Total                          | Total      | Total                             | £15,924,160               |

## Rondas de Clasificación
Todos los equipos competidores que no sean miembros de la Premier League ni de la English Football League competirán en las rondas clasificatorias para asegurar uno de los 32 lugares disponibles en la Primera Ronda. La clasificación está programada para comenzar con la Ronda Extra Preliminar el 31 de agosto de 2020.

## Primera Ronda
El sorteo de la Primera Ronda se celebró el 26 de octubre de 2020. Los 31 ganadores de la Cuarta Ronda de Clasificación se unirán a los clubes de la League One y League Two y al Chorley en las 40 llaves disputadas durante el fin de semana del 7 de noviembre. Esta ronda incluirá un equipo del noveno nivel de ligas de Inglaterra, el Skelmersdale United, el equipo con el escalafón más bajo que queda en la competencia. Chesterfield tendrá que volver a jugar su partido de la Cuarta Ronda de Clasificación contra el Stockport County el miércoles 4 de noviembre de 2020 debido a alineación indebida en su victoria por 7-6 en tanda de penaltis el sábado 24 de octubre de 2020, el ganador jugará contra el Rochdale el sábado 7 de noviembre.
| 6 de noviembre de 2020 | Harrogate Town (4)                                 | 4:1 (2:0) | (9) Skelmersdale United | Wetherby Road, Harrogate                               |                                                        |
| 19:45                  | - Miller 1' - Beck 45+3' - Lawlor 68' - Martin 73' | Reporte   | - 89' Mitchley          | Asistencia: Sin espectadores Árbitro(s): Robert Madley | Asistencia: Sin espectadores Árbitro(s): Robert Madley |

| 7 de noviembre de 2020 | Tonbridge Angels (6) | 0:7 (0:3) | (4) Bradford City                                                                          | Longmead Stadium, Tonbridge                           |                                                       |
| 12:30                  |                      | Reporte   | - 6' O'Connor - 14', 44' Clarke - 55' Donaldson - 68' Samuels - 83' Pritchard - 90+1' Wood | Asistencia: Sin espectadores Árbitro(s): James Oldham | Asistencia: Sin espectadores Árbitro(s): James Oldham |

| 7 de noviembre de 2020 | Leyton Orient (4) | 1:2 (1:1) | (4) Newport County       | Brisbane Road, Londres                                |                                                       |
| 15:00                  | - Kyprianou 40'   | Reporte   | - 37' Baker - 77' Devitt | Asistencia: Sin espectadores Árbitro(s): James Adcock | Asistencia: Sin espectadores Árbitro(s): James Adcock |

| 7 de noviembre de 2020 | Sunderland (3) | 0:1 (0:0) | (4) Mansfield Town | Stadium of Light, Sunderland                               |                                                            |
| 15:00                  |                | Reporte   | - 49' Lapslie      | Asistencia: Sin espectadores Árbitro(s): Anthony Backhouse | Asistencia: Sin espectadores Árbitro(s): Anthony Backhouse |

| 7 de noviembre de 2020 | Bolton Wanderers (4)  | 2:3 (1:1) | (3) Crewe Alexandra                   | University of Bolton Stadium, Bolton                  |                                                       |
| 15:00                  | - Delfouneso 37', 78' | Reporte   | - 29' Mandron - 70' Finney - 75' Kirk | Asistencia: Sin espectadores Árbitro(s): Robert Lewis | Asistencia: Sin espectadores Árbitro(s): Robert Lewis |

| 7 de noviembre de 2020 | Oxford United (3) | 1:2 (1:1) | (3) Peterborough United    | Kassam Stadium, Oxford                               |                                                      |
| 15:00                  | - Ruffels 45+2'   | Reporte   | - 23' Dembélé - 63' Taylor | Asistencia: Sin espectadores Árbitro(s): Ben Speedie | Asistencia: Sin espectadores Árbitro(s): Ben Speedie |

| 7 de noviembre de 2020 | Exeter City (4)           | 2:1 (2:1) | (6) Fylde   | St James Park, Exeter                               |                                                     |
| 15:00                  | - Jay 26' - Hartridge 33' | Reporte   | - 11' Hulme | Asistencia: Sin espectadores Árbitro(s): Tom Reeves | Asistencia: Sin espectadores Árbitro(s): Tom Reeves |

| 7 de noviembre de 2020 | Walsall (4)  | 1:2 (0:2) | (3) Bristol Rovers         | Bescot Stadium, Walsall                             |                                                     |
| 15:00                  | - Lavery 87' | Reporte   | - 23' Baldwin - 39' Hanlan | Asistencia: Sin espectadores Árbitro(s): Ross Joyce | Asistencia: Sin espectadores Árbitro(s): Ross Joyce |

| 7 de noviembre de 2020 | Rochdale (3) | 1:2 (1:2) | (5) Stockport County   | Spotland Stadium, Rochdale                            |                                                       |
| 15:00                  | - Lund 22'   | Reporte   | - 7' Rooney - 14' Reid | Asistencia: Sin espectadores Árbitro(s): Scott Oldham | Asistencia: Sin espectadores Árbitro(s): Scott Oldham |

| 7 de noviembre de 2020 | Swindon Town (3) | 1:2 (1:1) | (6) Darlington      | County Ground, Swindon                                 |                                                        |
| 15:00                  | - Pitman 41'     | Reporte   | - 31', 60' Campbell | Asistencia: Sin espectadores Árbitro(s): Declan Bourne | Asistencia: Sin espectadores Árbitro(s): Declan Bourne |

| 7 de noviembre de 2020 | Tranmere Rovers (4)       | 2:1 (1:1) | (3) Accrington Stanley | Prenton Park, Birkenhead                                  |                                                           |
| 15:00                  | - Taylor 13' - Clarke 84' | Reporte   | - 24' Bishop           | Asistencia: Sin espectadores Árbitro(s): Graham Salisbury | Asistencia: Sin espectadores Árbitro(s): Graham Salisbury |

| 7 de noviembre de 2020 | Bromley (5)  | 0:0 (0:1 t. s.) | (5) Yeovil Town | Hayes Lane, Londres                                     |                                                         |
| 15:00                  | - Forste 68' | Reporte         | - 122' Rogers   | Asistencia: Sin espectadores Árbitro(s): Antony Coggins | Asistencia: Sin espectadores Árbitro(s): Antony Coggins |

| 7 de noviembre de 2020 | Cheltenham Town (4) | 3:1 (1:1) | (7) South Shields | Whaddon Road, Cheltenham                              |                                                       |
| 15:00                  | - May 12', 53'      | Reporte   | - 18' Osei        | Asistencia: Sin espectadores Árbitro(s): Martin Woods | Asistencia: Sin espectadores Árbitro(s): Martin Woods |

| 7 de noviembre de 2020 | Stevenage (4)                             | 1:1 (1:1) (2:2 t. s.)(5:4 p.) | (6) Concord Rangers                           | Broadhall Way, Stevenage                            |                                                     |
| 15:00                  | - Coker 28' - Newton 99'                  | Reporte                       | - 43' Wall - 109' Martin                      | Asistencia: Sin espectadores Árbitro(s): John Busby | Asistencia: Sin espectadores Árbitro(s): John Busby |
|                        |                                           | Tiros desde el punto penal    |                                               |                                                     |                                                     |
|                        | - Wildin - Carter - Osborne - List - Oteh |                               | - Popo - Hanfrey - Bridge - Hughes - Reynolds |                                                     |                                                     |

| 7 de noviembre de 2020 | Gillingham (3)                 | 3:2 (0:1) | (5) Woking                      | Priestfield Stadium, Kent                                |                                                          |
| 15:00                  | - Samuel 59', 68' - Oliver 79' | Reporte   | - 23' Kretzschmar - 55' Davison | Asistencia: Sin espectadores Árbitro(s): Chris Sarginson | Asistencia: Sin espectadores Árbitro(s): Chris Sarginson |

| 7 de noviembre de 2020 | Charlton Athletic (3) | 0:1 (0:0) | (3) Plymouth Argyle | The Valley, Londres                                |                                                    |
| 15:00                  |                       | Reporte   | - 60' Jephcott      | Asistencia: Sin espectadores Árbitro(s): Neil Hair | Asistencia: Sin espectadores Árbitro(s): Neil Hair |

| 7 de noviembre de 2020 | Salford City (4)                     | 2:0 (0:0) (2:0 t. s.) | (5) Hartlepool United | Moor Lane, Salford                                    |                                                       |
| 15:00                  | - Andrade 105+1' - Dieseruvwe 120+3' | Reporte               |                       | Asistencia: Sin espectadores Árbitro(s): Carl Boyeson | Asistencia: Sin espectadores Árbitro(s): Carl Boyeson |

| 7 de noviembre de 2020 | Hull City (3)              | 2:0 (1:0) | (3) Fleetwood Town | KCOM Stadium, Kingston upon Hull                      |                                                       |
| 15:00                  | - Magennis 31' - Burke 63' | Reporte   |                    | Asistencia: Sin espectadores Árbitro(s): Marc Edwards | Asistencia: Sin espectadores Árbitro(s): Marc Edwards |

| 7 de noviembre de 2020 | Colchester United (4)             | 1:1 (0:1) (1:1 t. s.)(3:5 p.) | (8) Marine                                  | Colchester Community Stadium, Colchester             |                                                      |
| 15:00                  | - Pell 64'                        | Reporte                       | - 22' Miley                                 | Asistencia: Sin espectadores Árbitro(s): Sam Allison | Asistencia: Sin espectadores Árbitro(s): Sam Allison |
|                        |                                   | Tiros desde el punto penal    |                                             |                                                      |                                                      |
|                        | - Pell - Chilvers - Brown - Bohui |                               | - Touray - Hughes - Kengni - Raven - Devine |                                                      |                                                      |

| 7 de noviembre de 2020 | Dagenham & Redbridge (5)                   | 3:1 (1:0) | (4) Grimsby Town     | Victoria Road, Londres                               |                                                      |
| 15:00                  | - Wilson 10', 90+1' - Brundle 90+6' (pen.) | Reporte   | - 60' (pen.) Windsor | Asistencia: Sin espectadores Árbitro(s): Craig Hicks | Asistencia: Sin espectadores Árbitro(s): Craig Hicks |

| 7 de noviembre de 2020 | Cambridge United (4) | 0:2 (0:0) | (3) Shrewsbury Town        | Abbey Stadium, Cambridge                              |                                                       |
| 15:00                  |                      | Reporte   | - 47' Daniels - 89' Walker | Asistencia: Sin espectadores Árbitro(s): Peter Wright | Asistencia: Sin espectadores Árbitro(s): Peter Wright |

| 7 de noviembre de 2020 | Brackley Town (6)                     | 3:3 (2:0) (3:3 t. s.)(3:2 p.) | (7) Bishop's Stortford                                 | St. James Park, Brackley                               |                                                        |
| 15:00                  | - Ndlovu 14' - Lowe 21' - Mitford 69' | Reporte                       | - 65', 87' Foxley - 72' Richardson                     | Asistencia: Sin espectadores Árbitro(s): Adrian Quelch | Asistencia: Sin espectadores Árbitro(s): Adrian Quelch |
|                        |                                       | Tiros desde el punto penal    |                                                        |                                                        |                                                        |
|                        | - Byrne - Coleman - Armson - Ndlovu   |                               | - Richardson - Jones - Merrifield - Johnson - Davidson |                                                        |                                                        |

| 7 de noviembre de 2020 | Boreham Wood (5)                                     | 3:3 (2:2) (1:1 t. s.)(4:3 p.) | (4) Southend United                                         | Meadow Park, Borehamwood                           |                                                    |
| 15:00                  | - Fyfield 8' - Ricketts 51' - Ilesanmi 93' (pen.)    | Reporte                       | - 59' Goodship - 62' Egbri - 100' Olayinka                  | Asistencia: Sin espectadores Árbitro(s): Ben Toner | Asistencia: Sin espectadores Árbitro(s): Ben Toner |
|                        |                                                      | Tiros desde el punto penal    |                                                             |                                                    |                                                    |
|                        | - Coulthirst - Mingoia - Thomas - Tshimanga - Mafuta |                               | - Olayinka - Clifford - Rush - Nathaniel-George - Demetriou |                                                    |                                                    |

| 7 de noviembre de 2020 | Ipswich Town (3)          | 2:3 (1:2) (0:1 t. s.) | (3) Portsmouth                           | Portman Road, Ipswich                                |                                                      |
| 15:00                  | - Nolan 43' - Norwood 66' | Reporte               | - 11' Curtis - 13' Naylor - 111' Raggett | Asistencia: Sin espectadores Árbitro(s): Andy Haines | Asistencia: Sin espectadores Árbitro(s): Andy Haines |

| 7 de noviembre de 2020 | Port Vale (4) | 0:1 (0:0) | (4) King's Lynn Town | Vale Park, Burslem                                        |                                                           |
| 15:00                  |               | Reporte   | - 82' Carey          | Asistencia: Sin espectadores Árbitro(s): David Richardson | Asistencia: Sin espectadores Árbitro(s): David Richardson |

| 7 de noviembre de 2020 | Lincoln City (3)                                                      | 6:2 (2:0) | (4) Forest Green Rovers        | Sincil Bank, Lincoln                                    |                                                         |
| 15:00                  | - Grant 17', 24' (pen.) - Johnson 64' - Scully 78', 88' - Jones 90+2' | Reporte   | - 82' Whitehouse - 90+4' Young | Asistencia: Sin espectadores Árbitro(s): Samuel Barrott | Asistencia: Sin espectadores Árbitro(s): Samuel Barrott |

| 7 de noviembre de 2020 | Banbury United (7) | 1:2 (0:1) | (8) Canvey Island        | Spencer Stadium, Banbury                             |                                                      |
| 15:00                  | - Johnson 68'      | Reporte   | - 23' Hubble - 71' Ronto | Asistencia: Sin espectadores Árbitro(s): Lewis Smith | Asistencia: Sin espectadores Árbitro(s): Lewis Smith |

| 7 de noviembre de 2020 | United of Manchester (7) | 1:5 (1:4) | (3) Doncaster Rovers                                             | Broadhurst Park, Mánchester  |                              |
| 17:30                  | - Linney 30'             | Reporte   | - 13' Okenabirhie - 21' Whiteman - 33', 50' Sims - 42' Coppinger | Asistencia: Sin espectadores | Asistencia: Sin espectadores |

| 8 de noviembre de 2020 | Scunthorpe United (4)       | 2:3 (1:1) | (5) Solihull Moors                           | Glanford Park, Scunthorpe                           |                                                     |
| 15:00                  | - McAtee 14' - van Veen 84' | Reporte   | - 4' (pen.), 80' (pen.) Gleeson - 51' Pearce | Asistencia: Sin espectadores Árbitro(s): James Bell | Asistencia: Sin espectadores Árbitro(s): James Bell |

| 8 de noviembre de 2020 | Havant & Waterlooville (6) | 1:0 (1:0) | (8) Cray Valley Paper Mills | Westleigh Park, Havant                                |                                                       |
| 12:45                  | - Gomis 18'                | Reporte   |                             | Asistencia: Sin espectadores Árbitro(s): James Durkin | Asistencia: Sin espectadores Árbitro(s): James Durkin |

| 8 de noviembre de 2020 | Barnet (5)    | 1:0 (1:0) | (3) Burton Albion | The Hive Stadium, Londres                              |                                                        |
| 12:45                  | - Fonguck 10' | Reporte   |                   | Asistencia: Sin espectadores Árbitro(s): Trevor Kettle | Asistencia: Sin espectadores Árbitro(s): Trevor Kettle |

| 8 de noviembre de 2020 | Wigan Athletic (3)       | 2:3 (2:0) (0:1 t. s.) | (6) Chorley                           | DW Stadium, Wigan                                   |                                                     |
| 15:00                  | - Garner 19' - James 34' | Reporte               | - 48' Newby - 60' Cardwell - 92' Hall | Asistencia: Sin espectadores Árbitro(s): Martin Coy | Asistencia: Sin espectadores Árbitro(s): Martin Coy |

| 8 de noviembre de 2020 | Maldon & Tiptree (8) | 0:1 (0:1) | (4) Morecambe         | Wallace Binder Ground, Essex                         |                                                      |
| 12:45                  |                      | Reporte   | - 43' (pen.) Phillips | Asistencia: Sin espectadores Árbitro(s): Will Finnie | Asistencia: Sin espectadores Árbitro(s): Will Finnie |

| 8 de noviembre de 2020 | Torquay United (5)                                                           | 5:6 (3:3) (2:3 t. s.) | (4) Crawley Town                                                                      | Plainmoor, Torquay                                          |                                                             |
| 12:45                  | - Nemane 18' - Whitfield 24' - Umerah 90+18' - Hall 102' (pen.), 107' (pen.) | Reporte               | - 83' (pen.), 108', 113' Nichols - 90+14' Watters - 90+21' Tunnicliffe - 118' Nadesan | Asistencia: Sin espectadores Árbitro(s): Charles Breakspear | Asistencia: Sin espectadores Árbitro(s): Charles Breakspear |

| 8 de noviembre de 2020 | Hayes & Yeading United (7)                                | 2:2 (0:0) (2:2 t. s.)(3:3 p.) | (4) Carlisle United                                          | Beaconsfield Road, Londres                           |                                                      |
| 12:45                  | - Rowe 104' - Nasha 108'                                  | Reporte                       | - 118', 120+1' Mellish                                       | Asistencia: Sin espectadores Árbitro(s): Ollie Yates | Asistencia: Sin espectadores Árbitro(s): Ollie Yates |
|                        |                                                           | Tiros desde el punto penal    |                                                              |                                                      |                                                      |
|                        | - Gafaiti - Williams - Nasha - Robinson - Rowe - McDevitt |                               | - Mellish - Anderton - Alessandra - Tanner - Kayode - Reilly |                                                      |                                                      |

| 8 de noviembre de 2020 | Eastleigh (5)                                   | 0:0 (0:0 t. s.)(3:4 p.)    | (3) Milton Keynes Dons                       | Ten Acres, Eastleigh                                |                                                     |
| 12:45                  |                                                 | Reporte                    |                                              | Asistencia: Sin espectadores Árbitro(s): Alan Young | Asistencia: Sin espectadores Árbitro(s): Alan Young |
|                        |                                                 | Tiros desde el punto penal |                                              |                                                     |                                                     |
|                        | - Barnett - Miley - Tomlinson - Bird - Bearwish |                            | - Poole - Gladwin - Morris - Walker - Fraser |                                                     |                                                     |

| 8 de noviembre de 2020 | Hampton & Richmond Borough (6) | 2:3 (1:2) | (4) Oldham Athletic                 | Beveree Stadium, Londres                             |                                                      |
| 12:45                  | - Deadfield 30' (pen.), 75'    | Reporte   | - 6' Garrity - 40' Grant - 49' Rowe | Asistencia: Sin espectadores Árbitro(s): Sam Purkiss | Asistencia: Sin espectadores Árbitro(s): Sam Purkiss |

| 8 de noviembre de 2020 | Eastbourne Borough (6) | 0:3 (0:0) | (3) Blackpool                   | Priory Lane, Eastbourne                             |                                                     |
| 14:30                  |                        | Reporte   | - 58', 68' Madine - 90+2' Yates | Asistencia: Sin espectadores Árbitro(s): David Rock | Asistencia: Sin espectadores Árbitro(s): David Rock |

| 9 de noviembre de 2020 | Oxford City (6)                  | 2:1 (1:1) | (3) Northampton Town | Marsh Lane, Oxford                                   |                                                      |
| 19:45                  | - Roberts 12' - Ashby 68' (pen.) | Reporte   | - 7' Hoskins         | Asistencia: Sin espectadores Árbitro(s): Paul Howard | Asistencia: Sin espectadores Árbitro(s): Paul Howard |

| 26 de noviembre de 2020                                                      | Barrow (4)                       | 0:0 (0:0 t. s.)(2:4 p.)    | (3) Wimbledon                            | Holker Street, Barrow-in-Furness                         |                                                          |
| 19:45                                                                        |                                  | Reporte                    |                                          | Asistencia: Sin espectadores Árbitro(s): Seb Stockbridge | Asistencia: Sin espectadores Árbitro(s): Seb Stockbridge |
|                                                                              |                                  | Tiros desde el punto penal |                                          |                                                          |                                                          |
|                                                                              | - Angus - Quigley - Kay - Brough |                            | - Longman - McLoughlin - Seddon - Rudoni |                                                          |                                                          |
| El partido se pospuso por un brote de Covid en el plantel del AFC Wimbledon. |                                  |                            |                                          |                                                          |                                                          |

## Segunda Ronda
El sorteo de la Segunda Ronda se llevó a cabo el 9 de noviembre de 2020. Los 40 ganadores de la Primera Ronda compitieron en 20 eliminatorias disputadas durante el fin de semana del 28 de noviembre. Esta ronda incluyó a dos equipos del nivel 8, Canvey Island y Marine, los equipos peor clasificados que quedan en la competencia.
| 27 de noviembre de 2020 | Tranmere Rovers (4) | 1:0 (0:0) | (6) Brackley Town | Prenton Park, Birkenhead                           |                                                    |
| 19:55                   | - Woolery 67'       | Reporte   |                   | Asistencia: Sin espectadores Árbitro(s): Tom Nield | Asistencia: Sin espectadores Árbitro(s): Tom Nield |

| 28 de noviembre de 2020 | Morecambe (4)                                             | 4:2 (0:0) (2:2) (2:0 t. s.) | (5) Solihull Moors          | Globe Arena, Morecambe                                    |                                                           |
| 12:30                   | - Stockton 53', 59' - O'Sullivan 95' - Hancox 108' (a.g.) | Reporte                     | - 19' Hudlin - 69' Cranston | Asistencia: Sin espectadores Árbitro(s): Benjamin Speedie | Asistencia: Sin espectadores Árbitro(s): Benjamin Speedie |

| 28 de noviembre de 2020 | Gillingham (3)            | 2:3 (1:3) | (4) Exeter City              | Priestfield Stadium, Gillingham                     |                                                     |
| 13:00                   | - Oliver 21' - Samuel 80' | Reporte   | - 29' Law - 35', 40' Randall | Asistencia: Sin espectadores Árbitro(s): Alan Young | Asistencia: Sin espectadores Árbitro(s): Alan Young |

| 28 de noviembre de 2020 | Newport County (4)                              | 3:0 (0:0) | (4) Salford City | Rodney Parade, Newport                                 |                                                        |
| 13:00                   | - Proctor 56' - Amond 75' (pen.) - Janneh 90+2' | Reporte   |                  | Asistencia: Sin espectadores Árbitro(s): Kevin Johnson | Asistencia: Sin espectadores Árbitro(s): Kevin Johnson |

| 28 de noviembre de 2020 | Harrogate Town (4) | 0:4 (0:0) | (3) Blackpool                                                          | Wetherby Road, Harrogate                              |                                                       |
| 15:00                   |                    | Reporte   | - 50' (a.g.) Falkingham - 60' Ward - 85' Lawrence-Gabriel - 90+1' Kemp | Asistencia: Sin espectadores Árbitro(s): James Oldham | Asistencia: Sin espectadores Árbitro(s): James Oldham |

| 28 de noviembre de 2020 | Plymouth Argyle (3)        | 2:0 (1:0) | (3) Lincoln City | Home Park, Plymouth                                 |                                                     |
| 15:00                   | - Jephcott 6' - Reeves 55' | Reporte   |                  | Asistencia: Sin espectadores Árbitro(s): David Rock | Asistencia: Sin espectadores Árbitro(s): David Rock |

| 28 de noviembre de 2020 | Portsmouth (3)                                                                              | 6:1 (2:0) | (4) King's Lynn Town | Fratton Park, Portsmouth                             |                                                      |
| 15:00                   | - Nicolaisen 2' - Naylor 30' - Raggett 51' - Harness 58' - Harrison 72' (pen.) - Hiwula 80' | Reporte   | - 68' Southwell      | Asistencia: Sin espectadores Árbitro(s): Will Finnie | Asistencia: Sin espectadores Árbitro(s): Will Finnie |

| 28 de noviembre de 2020 | Cheltenham Town (4)   | 2:1 (1:0) (1:1) (1:0 t. s.) | (3) Crewe Alexandra | Whaddon Road, Cheltenham                              |                                                       |
| 15:00                   | - Azaz 2' - Lloyd 94' | Reporte                     | - 63' Porter        | Asistencia: Sin espectadores Árbitro(s): James Adcock | Asistencia: Sin espectadores Árbitro(s): James Adcock |

| 28 de noviembre de 2020 | Bradford City (4)      | 1:2 (1:1) | (4) Oldham Athletic      | Valley Parade, Bradford                             |                                                     |
| 15:00                   | - Donaldson 11' (pen.) | Reporte   | - 18' McAleny - 47' Rowe | Asistencia: Sin espectadores Árbitro(s): Martin Coy | Asistencia: Sin espectadores Árbitro(s): Martin Coy |

| 28 de noviembre de 2020 | Peterborough United (3) | 1:2 (1:0) | (6) Chorley             | London Road Stadium, Peterborough                        |                                                          |
| 17:30                   | - Taylor 2'             | Reporte   | - 60' Hall - 63' Baines | Asistencia: Sin espectadores Árbitro(s): Darren Drysdale | Asistencia: Sin espectadores Árbitro(s): Darren Drysdale |

| 29 de noviembre de 2020 | Stevenage (4)                                            | 1:1 (0:0) (1:1) (0:0 t. s.)(6:5 p.) | (3) Hull City                                                                | Broadhall Way, Stevenage                             |                                                      |
| 13:30                   | - List 79'                                               | Reporte                             | - 52' (pen.) Eaves                                                           | Asistencia: Sin espectadores Árbitro(s): Sam Allison | Asistencia: Sin espectadores Árbitro(s): Sam Allison |
|                         |                                                          | Tiros desde el punto penal          |                                                                              |                                                      |                                                      |
|                         | - Pett - Smith - List - Read - Newton - Vincelot - Coker |                                     | - Coyle - C. Jones - Eaves - Chadwick - Lewis-Potter - A. Jones - McLoughlin |                                                      |                                                      |

| 29 de noviembre de 2020 | Wimbledon (3) | 1:2 (1:1) | (4) Crawley Town            | Plough Lane, Wimbledon                                |                                                       |
| 13:30                   | - Pigott 22'  | Reporte   | - 30' Nadesan - 50' Watters | Asistencia: Sin espectadores Árbitro(s): Robert Lewis | Asistencia: Sin espectadores Árbitro(s): Robert Lewis |

| 29 de noviembre de 2020 | Stockport County (5)                             | 3:2 (1:1) (2:2) (1:0 t. s.) | (5) Yeovil Town                | Edgeley Park, Stockport                                 |                                                         |
| 13:30                   | - Rooney 41' (pen.) - Palmer 76' - Jennings 100' | Reporte                     | - 2' Warburton - 70' Wilkinson | Asistencia: Sin espectadores Árbitro(s): Thomas Bramall | Asistencia: Sin espectadores Árbitro(s): Thomas Bramall |

| 29 de noviembre de 2020 | Shrewsbury Town (3) | 1:0 (0:0) (1:0 t. s.) | (6) Oxford City | New Meadow, Shrewsbury                                       |                                                              |
| 13:30                   | - Udoh 108'         | Reporte               |                 | Asistencia: Sin espectadores Árbitro(s): Christopher Pollard | Asistencia: Sin espectadores Árbitro(s): Christopher Pollard |

| 29 de noviembre de 2020 | Mansfield Town (4)              | 2:1 (1:1) (1:1) (1:0 t. s.) | (5) Dagenham & Redbridge | Field Mill, Mansfield                               |                                                     |
| 13:30                   | - Charsley 25' - Maynard 120+2' | Reporte                     | - 19' McCallum           | Asistencia: Sin espectadores Árbitro(s): Lee Swabey | Asistencia: Sin espectadores Árbitro(s): Lee Swabey |

| 29 de noviembre de 2020 | Carlisle United (4) | 1:2 (0:2) | (3) Doncaster Rovers | Brunton Park, Carlisle                                |                                                       |
| 13:30                   | - Mellish 78'       | Reporte   | - 32', 40' Whiteman  | Asistencia: Sin espectadores Árbitro(s): Scott Oldham | Asistencia: Sin espectadores Árbitro(s): Scott Oldham |

| 29 de noviembre de 2020 | Barnet (5) | 0:1 (0:0) | (3) Milton Keynes Dons | The Hive Stadium, Edgware                          |                                                    |
| 13:30                   |            | Reporte   | - 82' Jerome           | Asistencia: Sin espectadores Árbitro(s): Ben Toner | Asistencia: Sin espectadores Árbitro(s): Ben Toner |

| 29 de noviembre de 2020 | Bristol Rovers (3)                                                                   | 6:0 (4:0) | (6) Darlington | Memorial Stadium, Brístol                               |                                                         |
| 13:30                   | - Daly 29' - Hare 38' - Leahy 44' (pen.), 53' (pen.) - Oztumer 45+2' - Nicholson 59' | Reporte   |                | Asistencia: Sin espectadores Árbitro(s): Brett Huxtable | Asistencia: Sin espectadores Árbitro(s): Brett Huxtable |

| 29 de noviembre de 2020 | Marine (8)     | 1:0 (0:0) (1:0 t. s.) | (6) Havant & Waterlooville | Rossett Park, Crosby                                |                                                     |
| 14:45                   | - Cummins 120' | Reporte               |                            | Asistencia: Sin espectadores Árbitro(s): Ross Joyce | Asistencia: Sin espectadores Árbitro(s): Ross Joyce |

| 30 de noviembre de 2020 | Canvey Island (8) | 0:3 (0:2) | (5) Boreham Wood                       | Park Lane, Canvey Island                             |                                                      |
| 19:45                   |                   | Reporte   | - 8' Tshimanga - 28' Smith - 83' Rhead | Asistencia: Sin espectadores Árbitro(s): Ollie Yates | Asistencia: Sin espectadores Árbitro(s): Ollie Yates |

## Tercera Ronda
El sorteo de la Tercera Ronda se celebró el 30 de noviembre de 2020. Los 20 ganadores de la Segunda Ronda se unen a los clubes de la Premier League y la EFL Championship en 32 eliminatorias disputadas durante el fin de semana del 9 de enero de 2021. Esta ronda incluye un equipo del nivel 8, Marine, el equipo peor clasificado que queda en la competencia. Marine se enfrentó al Tottenham Hotspur de la Premier League, lo que representa la mayor brecha de posiciones de liga entre dos equipos en la historia de la competencia.
| 8 de enero de 2021 | Wolverhampton Wanderers (1) | 1:0 (1:0) | (1) Crystal Palace | Molineux Stadium, Wolverhampton                      |                                                      |
| 19:45              | - Traoré 35'                | Reporte   |                    | Asistencia: Sin espectadores Árbitro(s): David Coote | Asistencia: Sin espectadores Árbitro(s): David Coote |

| 8 de enero de 2021 | Aston Villa (1) | 1:4 (1:1) | (1) Liverpool                              | Villa Park, Birmingham                                |                                                       |
| 19:45              | - Barry 41'     | Reporte   | - 4', 63' Mané - 60' Wijnaldum - 65' Salah | Asistencia: Sin espectadores Árbitro(s): Craig Pawson | Asistencia: Sin espectadores Árbitro(s): Craig Pawson |

| 9 de enero de 2021 | Boreham Wood (5) | 0:2 (0:1) | (2) Millwall                  | Meadow Park, Borehamwood                                  |                                                           |
| 12:00              |                  | Reporte   | - 31' Zohore - 74' Hutchinson | Asistencia: Sin espectadores Árbitro(s): Benjamin Speedie | Asistencia: Sin espectadores Árbitro(s): Benjamin Speedie |

| 9 de enero de 2021 | Everton (1)               | 2:1 (1:0) (1:1) (1:1 t. s.) | (2) Rotherham United | Goodison Park, Liverpool                                |                                                         |
| 12:00              | - Tosun 9' - Doucouré 93' | Reporte                     | - 56' Olosunde       | Asistencia: Sin espectadores Árbitro(s): Stuart Attwell | Asistencia: Sin espectadores Árbitro(s): Stuart Attwell |

| 9 de enero de 2021 | Luton Town (2) | 1:0 (1:0) | (2) Reading | Kenilworth Road, Luton                               |                                                      |
| 12:00              | - Moncur 30'   | Reporte   |             | Asistencia: Sin espectadores Árbitro(s): Darren Bond | Asistencia: Sin espectadores Árbitro(s): Darren Bond |

| 9 de enero de 2021 | Norwich City (2)        | 2:0 (2:0) | (2) Coventry City | Carrow Road, Norwich                                     |                                                          |
| 12:00              | - McLean 6' - Hugill 7' | Reporte   |                   | Asistencia: Sin espectadores Árbitro(s): Darren Drysdale | Asistencia: Sin espectadores Árbitro(s): Darren Drysdale |

| 9 de enero de 2021 | Nottingham Forest (2) | 1:0 (1:0) | (2) Cardiff City | City Ground, West Bridgford                         |                                                     |
| 12:00              | - Taylor 3'           | Reporte   |                  | Asistencia: Sin espectadores Árbitro(s): David Webb | Asistencia: Sin espectadores Árbitro(s): David Webb |

| 9 de enero de 2021 | Chorley (6)               | 2:0 (1:0) | (2) Derby County | Victory Park, Chorley                                 |                                                       |
| 12:15              | - Hall 10' - Calveley 84' | Reporte   |                  | Asistencia: Sin espectadores Árbitro(s): Kevin Friend | Asistencia: Sin espectadores Árbitro(s): Kevin Friend |

| 9 de enero de 2021 | Blackburn Rovers (2) | 0:1 (0:1) | (3) Doncaster Rovers | Ewood Park, Blackburn                                   |                                                         |
| 15:00              |                      | Reporte   | - 42' Richards       | Asistencia: Sin espectadores Árbitro(s): Samuel Barrott | Asistencia: Sin espectadores Árbitro(s): Samuel Barrott |

| 9 de enero de 2021 | Blackpool (3)                                 | 2:2 (1:0) (2:2) (0:0 t. s.)(3:2 p.) | (1) West Bromwich Albion                             | Bloomfield Road, Blackpool                           |                                                      |
| 15:00              | - Yates 40' - Madine 66'                      | Reporte                             | - 52' Ajayi - 80' (pen.) Pereira                     | Asistencia: Sin espectadores Árbitro(s): John Brooks | Asistencia: Sin espectadores Árbitro(s): John Brooks |
|                    |                                               | Tiros desde el punto penal          |                                                      |                                                      |                                                      |
|                    | - Yates - Dougall - Husband - Madine - Kaikai |                                     | - Grosicki - Edwards - Furlong - Livermore - Pereira |                                                      |                                                      |

| 9 de enero de 2021 | Bournemouth (2)                             | 4:1 (1:1) | (4) Oldham Athletic       | Dean Court, Bournemouth                               |                                                       |
| 15:00              | - Brooks 43' - Riquelme 49' - King 74', 86' | Reporte   | - 45+1' (pen.) Bahamboula | Asistencia: Sin espectadores Árbitro(s): Andy Woolmer | Asistencia: Sin espectadores Árbitro(s): Andy Woolmer |

| 9 de enero de 2021 | Bristol Rovers (3)        | 2:3 (1:1) | (1) Sheffield United                    | Memorial Stadium, Brístol                             |                                                       |
| 15:00              | - Kilgour 21' - Ehmer 62' | Reporte   | - 6' (a.g.) Day - 59' Burke - 63' Bogle | Asistencia: Sin espectadores Árbitro(s): Keith Stroud | Asistencia: Sin espectadores Árbitro(s): Keith Stroud |

| 9 de enero de 2021 | Queens Park Rangers (2) | 0:2 (0:0) (0:0) (0:2 t. s.) | (1) Fulham                  | Loftus Road, Londres                                  |                                                       |
| 15:00              |                         | Reporte                     | - 104' Reid - 105+3' Kebano | Asistencia: Sin espectadores Árbitro(s): Simon Hooper | Asistencia: Sin espectadores Árbitro(s): Simon Hooper |

| 9 de enero de 2021 | Stoke City (2) | 0:4 (0:1) | (1) Leicester City                                           | Britannia Stadium, Stoke-on-Trent                        |                                                          |
| 15:00              |                | Reporte   | - 34' Justin - 59' Albrighton - 79' Ayoze Pérez - 81' Barnes | Asistencia: Sin espectadores Árbitro(s): Tony Harrington | Asistencia: Sin espectadores Árbitro(s): Tony Harrington |

| 9 de enero de 2021 | Wycombe Wanderers (2)                                        | 4:1 (3:1) | (2) Preston North End | Adams Park, High Wycombe                               |                                                        |
| 15:00              | - Onyedinma 3' - Jacobson 9' (pen) - Knight 25' - Samuel 82' | Reporte   | - 43' (pen) Riss      | Asistencia: Sin espectadores Árbitro(s): Steven Martin | Asistencia: Sin espectadores Árbitro(s): Steven Martin |

| 9 de enero de 2021 | Burnley (1)                                     | 1:1 (0:1) (1:1) (0:0 t. s.)(4:3 p.) | (3) MK Dons                                   | Turf Moor, Burnley                                     |                                                        |
| 15:00              | - Vydra 90+4'                                   | Reporte                             | - 29' Jerome                                  | Asistencia: Sin espectadores Árbitro(s): Jonathan Moss | Asistencia: Sin espectadores Árbitro(s): Jonathan Moss |
|                    |                                                 | Tiros desde el punto penal          |                                               |                                                        |                                                        |
|                    | - Vydra - Lowton - Stephens - Benson - Bardsley |                                     | - Poole - Mason - Sørensen - Gladwin - Fraser |                                                        |                                                        |

| 9 de enero de 2021 | Exeter City (4) | 0:2 (0:1) | (2) Sheffield Wednesday    | St James Park, Exeter                                    |                                                          |
| 15:00              |                 | Reporte   | - 27' Reach - 90' Paterson | Asistencia: Sin espectadores Árbitro(s): Dean Whitestone | Asistencia: Sin espectadores Árbitro(s): Dean Whitestone |

| 9 de enero de 2021 | Stevenage (4) | 0:2 (0:1) | (2) Swansea City              | Lamex Stadium, Stevenage                                   |                                                            |
| 15:00              |               | Reporte   | - 7' Routledge - 50' Gyökeres | Asistencia: Sin espectadores Árbitro(s): Michael Salisbury | Asistencia: Sin espectadores Árbitro(s): Michael Salisbury |

| 9 de enero de 2021 | Arsenal (1)                         | 2:0 (0:0) (0:0) (2:0 t. s.) | (1) Newcastle United | Emirates Stadium, Londres                              |                                                        |
| 17:30              | - Smith Rowe 109' - Aubameyang 117' | Reporte                     |                      | Asistencia: Sin espectadores Árbitro(s): Cris Kavanagh | Asistencia: Sin espectadores Árbitro(s): Cris Kavanagh |

| 9 de enero de 2021 | Huddersfield Town (2)    | 2:3 (2:2) | (3) Plymouth Argyle                             | John Smith's Stadium, Huddersfield                  |                                                     |
| 18:00              | - Crichlow 4' - Rowe 32' | Reporte   | - 24' Hardie - 42' Pereira Camará - 70' Edwards | Asistencia: Sin espectadores Árbitro(s): Martin Coy | Asistencia: Sin espectadores Árbitro(s): Martin Coy |

| 9 de enero de 2021 | Brentford (2)                  | 2:1 (1:0) | (2) Middlesbrough | Brentford Community Stadium, Londres                  |                                                       |
| 18:00              | - Dervişoğlu 35' - Ghoddos 64' | Reporte   | - 48' Folarin     | Asistencia: Sin espectadores Árbitro(s): Tim Robinson | Asistencia: Sin espectadores Árbitro(s): Tim Robinson |

| 9 de enero de 2021 | Manchester United (1) | 1:0 (1:0) | (2) Watford | Old Trafford, Mánchester                             |                                                      |
| 18:00              | - McTominay 5'        | Reporte   |             | Asistencia: Sin espectadores Árbitro(s): Andy Madley | Asistencia: Sin espectadores Árbitro(s): Andy Madley |

| 10 de enero de 2021 | Barnsley (2)                      | 2:0 (0:0) | (4) Tranmere Rovers | Oakwell Stadium, Barnsley                                |                                                          |
| 13:30               | - Helik 59' - Woodrow 90+5' (pen) | Reporte   |                     | Asistencia: Sin espectadores Árbitro(s): Oliver Langford | Asistencia: Sin espectadores Árbitro(s): Oliver Langford |

| 10 de enero de 2021 | Crawley Town (4)                                | 3:0 (0:0) | (1) Leeds United | The People’s Pension Stadium, Crawley                 |                                                       |
| 13:30               | - Tsaroulla 50' - Nadesan 53' - Tunnicliffe 70' | Reporte   |                  | Asistencia: Sin espectadores Árbitro(s): Peter Bankes | Asistencia: Sin espectadores Árbitro(s): Peter Bankes |

| 10 de enero de 2021 | Bristol City (2)            | 2:1 (1:1) | (3) Portsmouth  | Ashton Gate Stadium, Bristol                           |                                                        |
| 13:30               | - Diedhiou 19' - Martin 83' | Reporte   | - 45+1' Johnson | Asistencia: Sin espectadores Árbitro(s): Leigh Doughty | Asistencia: Sin espectadores Árbitro(s): Leigh Doughty |

| 10 de enero de 2021 | Manchester City (1)                 | 3:0 (3:0) | (2) Birmingham City | Etihad Stadium, Mánchester                            |                                                       |
| 13:30               | - Bernardo Silva 8' 15' - Foden 33' | Reporte   |                     | Asistencia: Sin espectadores Árbitro(s): Robert Jones | Asistencia: Sin espectadores Árbitro(s): Robert Jones |

| 10 de enero de 2021 | Chelsea (1)                                              | 4:0 (2:0) | (4) Morecambe | Stamford Bridge, Londres                                |                                                         |
| 13:30               | - Mount 18' - Werner 44' - Hudson-Odoi 49' - Havertz 85' | Reporte   |               | Asistencia: Sin espectadores Árbitro(s): Darren England | Asistencia: Sin espectadores Árbitro(s): Darren England |

| 10 de enero de 2021 | Cheltenham Town (4)       | 2:1 (0:1) (1:1) (1:0 t. s.) | (4) Mansfield Town | Jonny-Rocks Stadium, Cheltenham                    |                                                    |
| 13:30               | - May 73' - Campbell 110' | Reporte                     | - 3' McLaughlin    | Asistencia: Sin espectadores Árbitro(s): Tom Nield | Asistencia: Sin espectadores Árbitro(s): Tom Nield |

| 10 de enero de 2021 | Marine (8) | 0:5 (0:4) | (1) Tottenham Hotspur                               | Marine Travel Arena, Crosby                             |                                                         |
| 17:00               |            | Reporte   | - 24' 30' 37' Carlos - 32' Lucas Moura - 60' Devine | Asistencia: Sin espectadores Árbitro(s): Michael Oliver | Asistencia: Sin espectadores Árbitro(s): Michael Oliver |

| 10 de enero de 2021 | Newport County (4)                                                     | 1:1 (0:0) (1:1) (0:0 t. s.)(3:4 p.) | (1) Brighton & Hove Albion                                       | Rodney Parade, Newport                             |                                                    |
| 19:45               | - Webster 90+6'                                                        | Reporte                             | - 90' March                                                      | Asistencia: Sin espectadores Árbitro(s): Lee Mason | Asistencia: Sin espectadores Árbitro(s): Lee Mason |
|                     |                                                                        | Tiros desde el punto penal          |                                                                  |                                                    |                                                    |
|                     | - Sheehan - Demetriou - Labadie - Taylor - Shephard - Proctor - Bennet |                                     | - Groß - Maupay - Bissouma - Dunk - Trossard - Pröpper - Webster |                                                    |                                                    |

| 11 de enero de 2021 | Stockport County (5) | 0:1 (0:0) | (1) West Ham United | Edgeley Park, Stockport                            |                                                    |
| 20:00               |                      | Reporte   | - 83' Dawson        | Asistencia: Sin espectadores Árbitro(s): Mike Dean | Asistencia: Sin espectadores Árbitro(s): Mike Dean |

| 11 de enero de 2021 | Southampton (1)                  | 2:0 (1:0) | (3) Shrewsbury Town | St Mary's Stadium, Southampton                        |                                                       |
| 20:00               | - Nlundulu 16' - Ward-Prowse 89' | Reporte   |                     | Asistencia: Sin espectadores Árbitro(s): Simon Hopper | Asistencia: Sin espectadores Árbitro(s): Simon Hopper |

## Cuarta Ronda
El sorteo de la Cuarta Ronda se llevó a cabo el 11 de enero de 2021, justo antes del sorteo de la Quinta Ronda. Los 32 ganadores de la Tercera Ronda compitieron en 16 eliminatorias disputadas durante el fin de semana del 23 de enero de 2021. Esta ronda incluyó a un equipo del nivel 6, Chorley, el peor clasificado y el único equipo fuera de la liga que queda en la competencia.
| 22 de enero de 2021 | Chorley (6) | 0:1 (0:1) | (1) Wolverhampton Wanderers | Victory Park, Chorley                                   |                                                         |
| 19:45               |             | Reporte   | - 12' Machado               | Asistencia: Sin espectadores Árbitro(s): Anthony Taylor | Asistencia: Sin espectadores Árbitro(s): Anthony Taylor |

| 23 de enero de 2021 | Southampton (1) | 1:0 (1:0) | (1) Arsenal | St Mary's Stadium, Southampton                       |                                                      |
| 12:15               | - Gabriel 24'   | Reporte   |             | Asistencia: Sin espectadores Árbitro(s): Peter Banks | Asistencia: Sin espectadores Árbitro(s): Peter Banks |

| 23 de enero de 2021 | Brighton & Hove Albion (1)  | 2:1 (1:1) | (3) Blackpool Football Club | The Amex Stadium, Brighton                              |                                                         |
| 15:00               | - Bissouma 27' - Alzate 58' | Reporte   | - 45+1' Madine              | Asistencia: Sin espectadores Árbitro(s): Darren England | Asistencia: Sin espectadores Árbitro(s): Darren England |

| 23 de enero de 2021 | Sheffield United (1)     | 2:1 (1:0) | (3) Plymouth Argyle | Bramall Lane, Sheffield                            |                                                    |
| 15:00               | - Basham 39' - Sharp 47' | Reporte   | - 75' Camará        | Asistencia: Sin espectadores Árbitro(s): Lee Mason | Asistencia: Sin espectadores Árbitro(s): Lee Mason |

| 23 de enero de 2021 | West Ham United (1)                                       | 4:0 (2:0) | (3) Doncaster Rovers | Estadio de Londres, Londres                           |                                                       |
| 15:00               | - Fornals 2' - Yarmolenko 34' - Butler 53' - Afolayan 78' | Reporte   |                      | Asistencia: Sin espectadores Árbitro(s): Robert Jones | Asistencia: Sin espectadores Árbitro(s): Robert Jones |

| 23 de enero de 2021 | Swansea City (2)                              | 5:1 (2:0) | (2) Nottingham Forest | Liberty Stadium, Swansea                              |                                                       |
| 15:00               | - Cullen 7' 67' - Grimes 29' 61' - Cooper 84' | Reporte   | - 56' Knockaert       | Asistencia: Sin espectadores Árbitro(s): Kevin Friend | Asistencia: Sin espectadores Árbitro(s): Kevin Friend |

| 23 de enero de 2021 | Barnsley (2) | 1:0 (0:0) | (2) Norwich City | Oakwell Stadium, Barnsley                            |                                                      |
| 15:00               | - Styles 56' | Reporte   |                  | Asistencia: Sin espectadores Árbitro(s): John Brooks | Asistencia: Sin espectadores Árbitro(s): John Brooks |

| 23 de enero de 2021 | Millwall (2) | 0:3 (0:1) | (2) Bristol City                         | The Den, Londres                                         |                                                          |
| 15:00               |              | Reporte   | - 32' Diedhiou - 58' Wells - 72' Semenyo | Asistencia: Sin espectadores Árbitro(s): Tony Harrington | Asistencia: Sin espectadores Árbitro(s): Tony Harrington |

| 23 de enero de 2021 | Cheltenham (4) | 1:3 (0:0) | (1) Manchester City                                   | Jonny-Rocks Stadium, Cheltenham                         |                                                         |
| 17:30               | - May 59'      | Reporte   | - 81' Foden - 84' Gabriel Jesus - 90+4' Ferran Torres | Asistencia: Sin espectadores Árbitro(s): Stuart Attwell | Asistencia: Sin espectadores Árbitro(s): Stuart Attwell |

| 24 de enero de 2021 | Chelsea (1)           | 3:1 (2:1) | (2) Luton Town | Stamford Bridge, Londres                             |                                                      |
| 12:00               | - Abraham 11' 17' 74' | Reporte   | - 30' Clark    | Asistencia: Sin espectadores Árbitro(s): David Coote | Asistencia: Sin espectadores Árbitro(s): David Coote |

| 24 de enero de 2021 | Brentford (2) | 1:3 (1:0) | (1) Leicester City                         | Brentford Community Stadium, Londres                    |                                                         |
| 14:30               | - Sørensen 6' | Reporte   | - 46' Ünder - 51' Tielemans - 71' Maddison | Asistencia: Sin espectadores Árbitro(s): Michael Oliver | Asistencia: Sin espectadores Árbitro(s): Michael Oliver |

| 24 de enero de 2021 | Fulham (1) | 0:3 (0:1) | (1) Burnley                    | Craven Cottage, Londres                              |                                                      |
| 14:30               |            | Reporte   | - 31' 71' Rodriguez - 81' Long | Asistencia: Sin espectadores Árbitro(s): Andy Madley | Asistencia: Sin espectadores Árbitro(s): Andy Madley |

| 24 de enero de 2021 | Manchester United (1)                                | 3:2 (1:1) | (1) Liverpool   | Old Trafford, Mánchester                              |                                                       |
| 17:00               | - Greenwood 26' - Rashford 48' - Bruno Fernandes 78' | Reporte   | - 18' 58' Salah | Asistencia: Sin espectadores Árbitro(s): Craig Pawson | Asistencia: Sin espectadores Árbitro(s): Craig Pawson |

| 24 de enero de 2021 | Everton (1)                                      | 3:0 (1:0) | (2) Sheffield Wednesday | Goodison Park, Liverpool                              |                                                       |
| 20:00               | - Calvert-Lewin 29' - Richarlison 59' - Mina 62' | Reporte   |                         | Asistencia: Sin espectadores Árbitro(s): Graham Scott | Asistencia: Sin espectadores Árbitro(s): Graham Scott |

| 25 de enero de 2021 | Wycombe Wanderers (2) | 1:4 (1:1) | (1) Tottenham Hotspur                         | Adams Park, High Wycombe                               |                                                        |
| 17:45               | - Onyedinma 25'       | Reporte   | - 45+2' Bale - 86' Winks - 87' 90+3' Ndombélé | Asistencia: Sin espectadores Árbitro(s): Jonathan Moss | Asistencia: Sin espectadores Árbitro(s): Jonathan Moss |

| 26 de enero de 2021 | Bournemouth (2)           | 2:1 (1:0) | (4) Crawley Town | Vitality Stadium, Bournemouth                           |                                                         |
| 17:00               | - Wilshere 24' - King 65' | Reporte   | - 59' Nichols    | Asistencia: Sin espectadores Árbitro(s): Andre Marriner | Asistencia: Sin espectadores Árbitro(s): Andre Marriner |

## Cuadro de desarrollo
|  | Octavos de final        | Octavos de final        | Octavos de final  |                   |                | Cuartos de final | Cuartos de final | Cuartos de final |  |                | Semifinales      | Semifinales      | Semifinales      |  |         | Final      | Final      | Final      |  |
|  | 9 a 11 de febrero       | 9 a 11 de febrero       | 9 a 11 de febrero |                   |                | 20 a 21 de marzo | 20 a 21 de marzo | 20 a 21 de marzo |  |                | 17 a 18 de abril | 17 a 18 de abril | 17 a 18 de abril |  |         | 15 de mayo | 15 de mayo | 15 de mayo |  |
|  |                         |                         |                   |                   |                |                  |                  |                  |  |                |                  |                  |                  |  |         |            |            |            |  |
|  |                         |                         |                   |                   |                |                  |                  |                  |  |                |                  |                  |                  |  |         |            |            |            |  |
|  | Barnsley                | Barnsley                | 0                 |                   |                |                  |                  |                  |  |                |                  |                  |                  |  |         |            |            |            |  |
|  | Barnsley                | Barnsley                | 0                 |                   |                |                  |                  |                  |  |                |                  |                  |                  |  |         |            |            |            |  |
|  | Chelsea                 | Chelsea                 | 1                 |                   |                |                  |                  |                  |  |                |                  |                  |                  |  |         |            |            |            |  |
|  | Chelsea                 | Chelsea                 | 1                 |                   | Chelsea        | Chelsea          | 2                |                  |  |                |                  |                  |                  |  |         |            |            |            |  |
|  |                         |                         |                   |                   | Chelsea        | Chelsea          | 2                |                  |  |                |                  |                  |                  |  |         |            |            |            |  |
|  |                         |                         | Sheffield United  | Sheffield United  | 0              |                  |                  |                  |  |                |                  |                  |                  |  |         |            |            |            |  |
|  | Sheffield United        | Sheffield United        | Sheffield United  | Sheffield United  | 0              | 1                |                  |                  |  |                |                  |                  |                  |  |         |            |            |            |  |
|  | Sheffield United        | Sheffield United        |                   |                   |                |                  |                  |                  |  |                |                  |                  |                  |  |         |            |            |            |  |
|  | Bristol City            | Bristol City            | 0                 |                   |                |                  |                  |                  |  |                |                  |                  |                  |  |         |            |            |            |  |
|  | Bristol City            | Bristol City            | 0                 |                   |                |                  |                  |                  |  | Chelsea        | Chelsea          | 1                |                  |  |         |            |            |            |  |
|  |                         |                         |                   |                   |                |                  |                  |                  |  | Chelsea        | Chelsea          | 1                |                  |  |         |            |            |            |  |
|  |                         |                         | Manchester City   | Manchester City   | 0              |                  |                  |                  |  |                |                  |                  |                  |  |         |            |            |            |  |
|  | Everton                 | Everton                 | Manchester City   | Manchester City   | 0              | 5                |                  |                  |  |                |                  |                  |                  |  |         |            |            |            |  |
|  | Everton                 | Everton                 |                   |                   |                |                  |                  |                  |  |                |                  |                  |                  |  |         |            |            |            |  |
|  | Tottenham Hotspur       | Tottenham Hotspur       | 4                 |                   |                |                  |                  |                  |  |                |                  |                  |                  |  |         |            |            |            |  |
|  | Tottenham Hotspur       | Tottenham Hotspur       | 4                 |                   | Everton        | Everton          | 0                |                  |  |                |                  |                  |                  |  |         |            |            |            |  |
|  |                         |                         |                   |                   | Everton        | Everton          | 0                |                  |  |                |                  |                  |                  |  |         |            |            |            |  |
|  |                         |                         | Manchester City   | Manchester City   | 2              |                  |                  |                  |  |                |                  |                  |                  |  |         |            |            |            |  |
|  | Swansea City            | Swansea City            | Manchester City   | Manchester City   | 2              | 1                |                  |                  |  |                |                  |                  |                  |  |         |            |            |            |  |
|  | Swansea City            | Swansea City            |                   |                   |                |                  |                  |                  |  |                |                  |                  |                  |  |         |            |            |            |  |
|  | Manchester City         | Manchester City         | 3                 |                   |                |                  |                  |                  |  |                |                  |                  |                  |  |         |            |            |            |  |
|  | Manchester City         | Manchester City         | 3                 |                   |                |                  |                  |                  |  |                |                  |                  |                  |  | Chelsea | Chelsea    | 0          |            |  |
|  |                         |                         |                   |                   |                |                  |                  |                  |  |                |                  |                  |                  |  | Chelsea | Chelsea    | 0          |            |  |
|  |                         |                         | Leicester City    | Leicester City    | 1              |                  |                  |                  |  |                |                  |                  |                  |  |         |            |            |            |  |
|  | Leicester City          | Leicester City          | Leicester City    | Leicester City    | 1              | 1                |                  |                  |  |                |                  |                  |                  |  |         |            |            |            |  |
|  | Leicester City          | Leicester City          |                   |                   |                |                  |                  |                  |  |                |                  |                  |                  |  |         |            |            |            |  |
|  | Brighton & Hove Albion  | Brighton & Hove Albion  | 0                 |                   |                |                  |                  |                  |  |                |                  |                  |                  |  |         |            |            |            |  |
|  | Brighton & Hove Albion  | Brighton & Hove Albion  | 0                 |                   | Leicester City | Leicester City   | 3                |                  |  |                |                  |                  |                  |  |         |            |            |            |  |
|  |                         |                         |                   |                   | Leicester City | Leicester City   | 3                |                  |  |                |                  |                  |                  |  |         |            |            |            |  |
|  |                         |                         | Manchester United | Manchester United | 1              |                  |                  |                  |  |                |                  |                  |                  |  |         |            |            |            |  |
|  | Manchester United       | Manchester United       | Manchester United | Manchester United | 1              | 1                |                  |                  |  |                |                  |                  |                  |  |         |            |            |            |  |
|  | Manchester United       | Manchester United       |                   |                   |                |                  |                  |                  |  |                |                  |                  |                  |  |         |            |            |            |  |
|  | West Ham United         | West Ham United         | 0                 |                   |                |                  |                  |                  |  |                |                  |                  |                  |  |         |            |            |            |  |
|  | West Ham United         | West Ham United         | 0                 |                   |                |                  |                  |                  |  | Leicester City | Leicester City   | 1                |                  |  |         |            |            |            |  |
|  |                         |                         |                   |                   |                |                  |                  |                  |  | Leicester City | Leicester City   | 1                |                  |  |         |            |            |            |  |
|  |                         |                         | Southampton       | Southampton       | 0              |                  |                  |                  |  |                |                  |                  |                  |  |         |            |            |            |  |
|  | Burnley                 | Burnley                 | Southampton       | Southampton       | 0              | 0                |                  |                  |  |                |                  |                  |                  |  |         |            |            |            |  |
|  | Burnley                 | Burnley                 |                   |                   |                |                  |                  |                  |  |                |                  |                  |                  |  |         |            |            |            |  |
|  | Bournemouth             | Bournemouth             | 2                 |                   |                |                  |                  |                  |  |                |                  |                  |                  |  |         |            |            |            |  |
|  | Bournemouth             | Bournemouth             | 2                 |                   | Bournemouth    | Bournemouth      | 0                |                  |  |                |                  |                  |                  |  |         |            |            |            |  |
|  |                         |                         |                   |                   | Bournemouth    | Bournemouth      | 0                |                  |  |                |                  |                  |                  |  |         |            |            |            |  |
|  |                         |                         | Southampton       | Southampton       | 3              |                  |                  |                  |  |                |                  |                  |                  |  |         |            |            |            |  |
|  | Wolverhampton Wanderers | Wolverhampton Wanderers | Southampton       | Southampton       | 3              | 0                |                  |                  |  |                |                  |                  |                  |  |         |            |            |            |  |
|  | Wolverhampton Wanderers | Wolverhampton Wanderers |                   |                   |                |                  |                  |                  |  |                |                  |                  |                  |  |         |            |            |            |  |
|  | Southampton             | Southampton             | 2                 |                   |                |                  |                  |                  |  |                |                  |                  |                  |  |         |            |            |            |  |
|  | Southampton             | Southampton             | 2                 |                   |                |                  |                  |                  |  |                |                  |                  |                  |  |         |            |            |            |  |
|  |                         |                         |                   |                   |                |                  |                  |                  |  |                |                  |                  |                  |  |         |            |            |            |  |

## Quinta Ronda
El sorteo de la Quinta Ronda se realizó el 11 de enero de 2021, inmediatamente después del sorteo de la Cuarta Ronda. Los 16 ganadores de la cuarta ronda jugaron en 8 eliminatorias disputadas a mitad de semana durante la semana del lunes 8 de febrero de 2021. La ronda cuenta con 12 equipos de la Premier League (nivel 1) y cuatro del EFL Championship (nivel 2).
| 9 de febrero de 2021 | Burnley (1) | 0:2 (0:1) | (2) Bournemouth                      | Turf Moor, Burnley                                      |                                                         |
| 17:00                |             | Reporte   | - 21' Surridge - 88' (pen) Stanislas | Asistencia: Sin espectadores Árbitro(s): Darren England | Asistencia: Sin espectadores Árbitro(s): Darren England |

| 9 de febrero de 2021 | Manchester United (1) | 1:0 (0:0) (0:0) (1:0 t. s.) | (1) West Ham United | Old Trafford, Mánchester                              |                                                       |
| 19:30                | - McTominay 97'       | Reporte                     |                     | Asistencia: Sin espectadores Árbitro(s): Paul Tierney | Asistencia: Sin espectadores Árbitro(s): Paul Tierney |

| 10 de febrero de 2021 | Swansea City (2) | 1:3 (0:1) | (1) Manchester City                             | Liberty Stadium, Swansea                              |                                                       |
| 17:30                 | - Whittaker 77'  | Reporte   | - 30' Walker - 47' Sterling - 50' Gabriel Jesus | Asistencia: Sin espectadores Árbitro(s): Peter Bankes | Asistencia: Sin espectadores Árbitro(s): Peter Bankes |

| 10 de febrero de 2021 | Sheffield United (1) | 1:0 (0:0) | (2) Bristol City | Bramall Lane, Sheffield                               |                                                       |
| 19:30                 | - Sharp 66' (pen)    | Reporte   |                  | Asistencia: Sin espectadores Árbitro(s): Robert Jones | Asistencia: Sin espectadores Árbitro(s): Robert Jones |

| 10 de febrero de 2021 | Leicester City (1) | 1:0 (0:0) | (1) Brighton & Hove Albion | King Power Stadium, Leicester                      |                                                    |
| 19:30                 | - Iheanacho 90+4'  | Reporte   |                            | Asistencia: Sin espectadores Árbitro(s): Mike Dean | Asistencia: Sin espectadores Árbitro(s): Mike Dean |

| 10 de febrero de 2021 | Everton (1)                                                                    | 5:4 (3:2) (4:4) (1:0 t. s.) | (1) Tottenham Hotspur                      | Goodison Park, Liverpool                             |                                                      |
| 20:15                 | - Calvert-Lewin 36' - Richarlison 38' 68' - Sigurðsson 43' (pen) - Bernard 97' | Reporte                     | - 3' 57' Sánchez - 45+3' Lamela - 83' Kane | Asistencia: Sin espectadores Árbitro(s): David Coote | Asistencia: Sin espectadores Árbitro(s): David Coote |

| 11 de febrero de 2021 | Wolverhampton Wanderers (1) | 0:2 (0:0) | (1) Southampton            | Molineux Stadium, Wolverhampton                        |                                                        |
| 17:30                 |                             | Reporte   | - 49' Ings - 90' Armstrong | Asistencia: Sin espectadores Árbitro(s): Jonathan Moss | Asistencia: Sin espectadores Árbitro(s): Jonathan Moss |

| 11 de febrero de 2021 | Barnsley (2) | 0:1 (0:0) | (1) Chelsea   | Oakwell Stadium, Barnsley                                |                                                          |
| 20:00                 |              | Reporte   | - 64' Abraham | Asistencia: Sin espectadores Árbitro(s): Martin Atkinson | Asistencia: Sin espectadores Árbitro(s): Martin Atkinson |

## Cuartos de final
El sorteo de los cuartos de final se celebró el 11 de febrero de 2021, antes del partido entre Barnsley y Chelsea de la Quinta Ronda. Los 8 ganadores de la Quinta Ronda jugaron en 4 eliminatorias disputadas durante el fin de semana del 20 de marzo de 2021. La ronda cuenta con 7 equipos de la Premier League (nivel 1) y uno del EFL Championship (nivel 2).
| 20 de marzo de 2021 | Bournemouth (2) | 0:3 (0:2) | (1) Southampton                   | Vitality Stadium, Bournemouth                            |                                                          |
| 12:15               |                 | Reporte   | - 37' Djenepo - 45+1' 59' Redmond | Asistencia: Sin espectadores Árbitro(s): Martin Atkinson | Asistencia: Sin espectadores Árbitro(s): Martin Atkinson |

| 20 de marzo de 2021 | Everton (1) | 0:2 (0:0) | (1) Manchester City            | Goodison Park, Liverpool                                |                                                         |
| 17:30               |             | Reporte   | - 84' Gündoğan - 90' De Bruyne | Asistencia: Sin espectadores Árbitro(s): Michael Oliver | Asistencia: Sin espectadores Árbitro(s): Michael Oliver |

| 21 de marzo de 2021 | Chelsea (1)                  | 2:0 (1:0) | (1) Sheffield United | Stamford Bridge, Londres                             |                                                      |
| 13:30               | - Norwood 24' - Ziyech 90+2' | Reporte   |                      | Asistencia: Sin espectadores Árbitro(s): Andy Madley | Asistencia: Sin espectadores Árbitro(s): Andy Madley |

| 21 de marzo de 2021 | Leicester City (1)                  | 3:1 (1:1) | (1) Manchester United | King Power Stadium, Leicester                         |                                                       |
| 17:00               | - Iheanacho 24' 78' - Tielemans 52' | Reporte   | - 38' Greenwood       | Asistencia: Sin espectadores Árbitro(s): Craig Pawson | Asistencia: Sin espectadores Árbitro(s): Craig Pawson |

## Semifinales
El sorteo de las semifinal se celebró el 21 de marzo de 2021, antes del partido entre Chelsea y Sheffield United de los cuartos de final. Los 4 ganadores de los cuartos de final jugaron en 2 eliminatorias disputadas durante el fin de semana del 17 de abril de 2021. La ronda cuenta con 4 equipos de la Premier League (nivel 1).
| 17 de abril de 2021 | Chelsea (1) | 1:0 (0:0) | (1) Manchester City | Wembley Stadium, Londres                           |                                                    |
| 17:30               | Ziyech 55'  | Reporte   |                     | Asistencia: Sin espectadores Árbitro(s): Mike Dean | Asistencia: Sin espectadores Árbitro(s): Mike Dean |

| 18 de abril de 2021 | Leicester City (1) | 1:0 (0:0) | (1) Southampton | Wembley Stadium, Londres                                  |                                                           |
| 18:30               | Iheanacho 55'      | Reporte   |                 | Asistencia: 4.000 espectadores Árbitro(s): Chris Kavanagh | Asistencia: 4.000 espectadores Árbitro(s): Chris Kavanagh |

## Final
La final se disputó el sábado 15 de mayo de 2021 en Wembley.
| 15 de mayo de 2021 | Chelsea (1) | 0:1 (0:0) | (1) Leicester City | Wembley Stadium, Londres                                   |                                                            |
| 17:30              |             | Reporte   | Tielemans 63'      | Asistencia: 21.000 espectadores Árbitro(s): Michael Oliver | Asistencia: 21.000 espectadores Árbitro(s): Michael Oliver |

### Ficha
| 1     | Guardameta     | Kepa Arrizabalaga |     |
| 24    | Defensa        | Reece James       |     |
| 28    | Defensa        | César Azpilicueta | 76' |
| 6     | Defensa        | Thiago Silva      |     |
| 2     | Defensa        | Antonio Rüdiger   |     |
| 3     | Defensa        | Marcos Alonso     | 68' |
| 7     | Centrocampista | N'Golo Kanté      |     |
| 5     | Centrocampista | Jorginho          | 75' |
| 22    | Centrocampista | Hakim Ziyech      | 68' |
| 19    | Centrocampista | Mason Mount       |     |
| 11    | Delantero      | Timo Werner       | 82' |
| D. T. | D. T.          | Thomas Tuchel     |     |

| 1     | Guardameta     | Kasper Schmeichel |     |
| 27    | Defensa        | Timothy Castagne  |     |
| 3     | Defensa        | Wesley Fofana     | 34' |
| 6     | Defensa        | Jonny Evans       |     |
| 4     | Defensa        | Çağlar Söyüncü    |     |
| 33    | Defensa        | Luke Thomas       | 82' |
| 8     | Centrocampista | Youri Tielemans   |     |
| 25    | Centrocampista | Wilfred Ndidi     |     |
| 17    | Centrocampista | Ayoze Pérez       | 82' |
| 14    | Delantero      | Kelechi Iheanacho | 67' |
| 9     | Delantero      | Jamie Vardy       |     |
| D. T. | D. T.          | Brendan Rodgers   |     |

| 10 | Delantero      | Christian Pulisic  | 68' |
| 21 | Defensa        | Ben Chilwell       | 68' |
| 29 | Centrocampista | Kai Havertz        | 75' |
| 20 | Centrocampista | Callum Hudson-Odoi | 76' |
| 18 | Delantero      | Olivier Giroud     | 82' |

| 11 | Centrocampista | Marc Albrighton | 34' |
| 10 | Centrocampista | James Maddison  | 67' |
| 5  | Defensa        | Wes Morgan      | 82' |
| 20 | Centrocampista | Hamza Choudhury | 82' |

| 63' | Youri Tielemans | 0:1 |

| 40' | Timo Werner |

| 36' | Wesley Fofana |

| Principal  | Michael Oliver                                |
| Asistentes | Stuart Burt                                   |
|            | Simon Bennett Asistentes adicionales Dan Cook |
| Cuarto     | Paul Tierney                                  |

| 1     | Guardameta     | Kepa Arrizabalaga |     |
| 24    | Defensa        | Reece James       |     |
| 28    | Defensa        | César Azpilicueta | 76' |
| 6     | Defensa        | Thiago Silva      |     |
| 2     | Defensa        | Antonio Rüdiger   |     |
| 3     | Defensa        | Marcos Alonso     | 68' |
| 7     | Centrocampista | N'Golo Kanté      |     |
| 5     | Centrocampista | Jorginho          | 75' |
| 22    | Centrocampista | Hakim Ziyech      | 68' |
| 19    | Centrocampista | Mason Mount       |     |
| 11    | Delantero      | Timo Werner       | 82' |
| D. T. | D. T.          | Thomas Tuchel     |     |

| 1     | Guardameta     | Kasper Schmeichel |     |
| 27    | Defensa        | Timothy Castagne  |     |
| 3     | Defensa        | Wesley Fofana     | 34' |
| 6     | Defensa        | Jonny Evans       |     |
| 4     | Defensa        | Çağlar Söyüncü    |     |
| 33    | Defensa        | Luke Thomas       | 82' |
| 8     | Centrocampista | Youri Tielemans   |     |
| 25    | Centrocampista | Wilfred Ndidi     |     |
| 17    | Centrocampista | Ayoze Pérez       | 82' |
| 14    | Delantero      | Kelechi Iheanacho | 67' |
| 9     | Delantero      | Jamie Vardy       |     |
| D. T. | D. T.          | Brendan Rodgers   |     |

| 10 | Delantero      | Christian Pulisic  | 68' |
| 21 | Defensa        | Ben Chilwell       | 68' |
| 29 | Centrocampista | Kai Havertz        | 75' |
| 20 | Centrocampista | Callum Hudson-Odoi | 76' |
| 18 | Delantero      | Olivier Giroud     | 82' |

| 11 | Centrocampista | Marc Albrighton | 34' |
| 10 | Centrocampista | James Maddison  | 67' |
| 5  | Defensa        | Wes Morgan      | 82' |
| 20 | Centrocampista | Hamza Choudhury | 82' |

| 63' | Youri Tielemans | 0:1 |

| 40' | Timo Werner |

| 36' | Wesley Fofana |

| Principal  | Michael Oliver                                |
| Asistentes | Stuart Burt                                   |
|            | Simon Bennett Asistentes adicionales Dan Cook |
| Cuarto     | Paul Tierney                                  |

| 1     | Guardameta     | Kepa Arrizabalaga |     |
| 24    | Defensa        | Reece James       |     |
| 28    | Defensa        | César Azpilicueta | 76' |
| 6     | Defensa        | Thiago Silva      |     |
| 2     | Defensa        | Antonio Rüdiger   |     |
| 3     | Defensa        | Marcos Alonso     | 68' |
| 7     | Centrocampista | N'Golo Kanté      |     |
| 5     | Centrocampista | Jorginho          | 75' |
| 22    | Centrocampista | Hakim Ziyech      | 68' |
| 19    | Centrocampista | Mason Mount       |     |
| 11    | Delantero      | Timo Werner       | 82' |
| D. T. | D. T.          | Thomas Tuchel     |     |

| 1     | Guardameta     | Kasper Schmeichel |     |
| 27    | Defensa        | Timothy Castagne  |     |
| 3     | Defensa        | Wesley Fofana     | 34' |
| 6     | Defensa        | Jonny Evans       |     |
| 4     | Defensa        | Çağlar Söyüncü    |     |
| 33    | Defensa        | Luke Thomas       | 82' |
| 8     | Centrocampista | Youri Tielemans   |     |
| 25    | Centrocampista | Wilfred Ndidi     |     |
| 17    | Centrocampista | Ayoze Pérez       | 82' |
| 14    | Delantero      | Kelechi Iheanacho | 67' |
| 9     | Delantero      | Jamie Vardy       |     |
| D. T. | D. T.          | Brendan Rodgers   |     |

| 10 | Delantero      | Christian Pulisic  | 68' |
| 21 | Defensa        | Ben Chilwell       | 68' |
| 29 | Centrocampista | Kai Havertz        | 75' |
| 20 | Centrocampista | Callum Hudson-Odoi | 76' |
| 18 | Delantero      | Olivier Giroud     | 82' |

| 11 | Centrocampista | Marc Albrighton | 34' |
| 10 | Centrocampista | James Maddison  | 67' |
| 5  | Defensa        | Wes Morgan      | 82' |
| 20 | Centrocampista | Hamza Choudhury | 82' |

| 63' | Youri Tielemans | 0:1 |

| 40' | Timo Werner |

| 36' | Wesley Fofana |

| Principal  | Michael Oliver                                |
| Asistentes | Stuart Burt                                   |
|            | Simon Bennett Asistentes adicionales Dan Cook |
| Cuarto     | Paul Tierney                                  |

| 1     | Guardameta     | Kepa Arrizabalaga |     |
| 24    | Defensa        | Reece James       |     |
| 28    | Defensa        | César Azpilicueta | 76' |
| 6     | Defensa        | Thiago Silva      |     |
| 2     | Defensa        | Antonio Rüdiger   |     |
| 3     | Defensa        | Marcos Alonso     | 68' |
| 7     | Centrocampista | N'Golo Kanté      |     |
| 5     | Centrocampista | Jorginho          | 75' |
| 22    | Centrocampista | Hakim Ziyech      | 68' |
| 19    | Centrocampista | Mason Mount       |     |
| 11    | Delantero      | Timo Werner       | 82' |
| D. T. | D. T.          | Thomas Tuchel     |     |

| 1     | Guardameta     | Kasper Schmeichel |     |
| 27    | Defensa        | Timothy Castagne  |     |
| 3     | Defensa        | Wesley Fofana     | 34' |
| 6     | Defensa        | Jonny Evans       |     |
| 4     | Defensa        | Çağlar Söyüncü    |     |
| 33    | Defensa        | Luke Thomas       | 82' |
| 8     | Centrocampista | Youri Tielemans   |     |
| 25    | Centrocampista | Wilfred Ndidi     |     |
| 17    | Centrocampista | Ayoze Pérez       | 82' |
| 14    | Delantero      | Kelechi Iheanacho | 67' |
| 9     | Delantero      | Jamie Vardy       |     |
| D. T. | D. T.          | Brendan Rodgers   |     |

| 10 | Delantero      | Christian Pulisic  | 68' |
| 21 | Defensa        | Ben Chilwell       | 68' |
| 29 | Centrocampista | Kai Havertz        | 75' |
| 20 | Centrocampista | Callum Hudson-Odoi | 76' |
| 18 | Delantero      | Olivier Giroud     | 82' |

| 11 | Centrocampista | Marc Albrighton | 34' |
| 10 | Centrocampista | James Maddison  | 67' |
| 5  | Defensa        | Wes Morgan      | 82' |
| 20 | Centrocampista | Hamza Choudhury | 82' |

| 63' | Youri Tielemans | 0:1 |

| 40' | Timo Werner |

| 36' | Wesley Fofana |

| Principal  | Michael Oliver                                |
| Asistentes | Stuart Burt                                   |
|            | Simon Bennett Asistentes adicionales Dan Cook |
| Cuarto     | Paul Tierney                                  |

|                       |
| Campeón               |
| Bandera de Inglaterra |
| Leicester City FC     |
| 1er título            |